# الکساندر بالاس

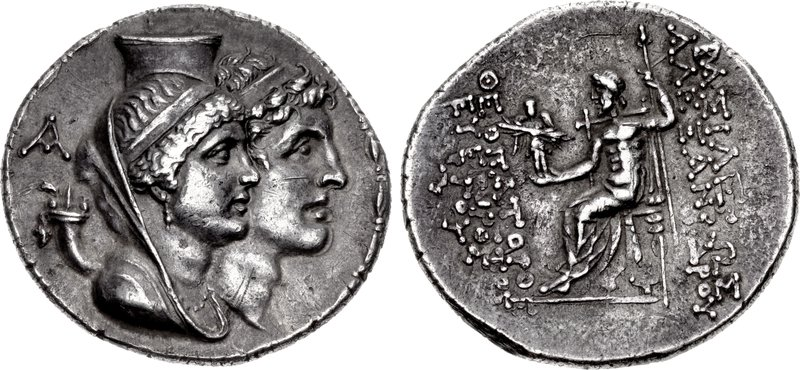
سکهٔ الکساندر بالاس و ملکه اش کلئوپاترا تئا

الکساندر یکم بالاس (به یونانی: Ἀλέξανδρoς Bάλας) فرمانروای سلوکی میان سال‌های ۱۵۰-۱۴۵ (پیش از میلاد) بود. وی از خاندان سلطنتی نبود ولی خود را پسر آنتیوخوس چهارم و وارث بر تاج‌وتخت سلوکی خوانده بود. هراکلیدس وزیر پیشین آنتیوخوس چهارم الکساندر و خواهرش لائودیس را با توطئه به پادشاهی رساند و سنای روم و بطلمیوس ششم هم پادشاهی او را تأیید کردند.
او با کلئوپاترا تئا دختری از دودمان بطلمیوسی پیمان زناشویی بست. در ۱۵۰ دیمتریوس یکم را شکست داد و اینگونه بر کل امپراتوری سلوکی چیره شد. این میان دیمتریوس دوم پسر دیمتریوس یکم بختی برای بازگشت بر پادشاهی یافت و بطلمیوس پدر زن الکساندر به هواداری از دیمتریوس پرداخت. در جنگ انطاکیه الکساندر شکست خورد و از میدان گریخت و به شاهزاده‌ای نبطی پناه‌برد، ولی وی او را کشت و سرش را برای بطلمیوس فرستاد. گفته‌اند که او پادشاهی خوشگذران بود.